# Sord M-170
Sord M-170 ime je za 8-bitno računalo koje je proizvodila japanska tvrtka Sord Computer Corporation. Sord M-170 je na tržište izašlo u svibnju 1978. godine i bilo je kućna inačica računala Sord M-100ACE.

## Tehnička svojstva
- Mikroprocesor: Zilog Z80
- Takt: 2Mhz
- RAM: 16 ili 32kb
- ROM: 4Kb (Monitor)
- VRAM: 16Kb
- Grafika i znakovi:
- Znakovni mod: 64 x 24
- Grafički mod:
  - 320 x 256 crno-bijelo
  - 256 x 128 u osam boja
  - Izlazi: TV izlaz, compozitni
- Zvuk: dvije oktave (ugrađeni zvučnik=
- U/I međusklopovi: paralelni (Centronics), serijski RS-232, A/D pretvarač, izlaz za sabirnicu S-100
- Sekundarna memorija: dvije audio kasetne jedinice, 1 do 3 disketne jedinice 5 1/4" (svaka po 143Kb)
- Operacijski sustav: ACE DOS